# Mōri Katsunaga
Mōri Katsunaga (毛利 勝永?; 1578 – 4 giugno 1615) fu un daimyō giapponese dei periodi Sengoku ed Edo, generale di Toyotomi Hideyoshi.

## Biografia
Figlio di Mōri Katsunobu, nacque probabilmente nel 1578 nella provincia di Owari, e come il padre divenne servitore di Toyotomi Hideyoshi. Dopo la campagna di Kyūshū il padre ricevette come ricompensa il feudo di Kokura nella provincia di Buzen da 60.000 koku (alcune fonti riportano 100.000 koku) il quale assegnò a Katsunaga un distretto da 10.000 koku. Padre e figlio divennero signori del castello di Kokura, nell'estremo nord della provincia, al confine con i territori del clan Mōri. In questo periodo Katsunaga partecipò alla fortificazione del castello di Kokuro e in seguito alla soppressione delle rivolte nella provincia di Higo. Hideyoshi cambiò il cognome di famiglia in Mōri. Nel 1597 partecipò alle guerre Coreane.
Durante la campagna di Sekigahara Katsunaga e Katsunobu si schierarono con Ishida Mitsunari e vennero messi sotto il comando di Ankokuji Ekei. Dopo la vittoria di Tokugawa Ieyasu vennero espropriati del loro feudo e trovarono riparo presso l'isola di Shikoku da Yamauchi Kazutoyo, loro vecchio amico.
Nel 1614 Katsunaga rispose all'appello di Toyotomi Hideyori e durante la campagna invernale dell'assedio di Osaka controllò l'angolo nordovest del castello. Nell'estate 1615 quando ricominciarono gli scontri, Katsunaga partecipò alla battaglia di Dōmyōji, e una volta sconfitto, riparò nel castello. Successivamente guidò 5.000 uomini, combattendò al fianco Sanada Yukimura nel centro degli scontri con i Tokugawa nella battaglia di Tennōji. Dopo aver sconfitto e costretto alla ritirata Honda Tadatomo, le difese centrali di Osaka vennero travolte dall'arrivo di migliaia di soldati di rinforzo Tokugawa. 
Protesse Hideyori fino all'ultimo, ma una volta sconfitto commise seppuku assieme al figlio Katsuie di 15 anni, che lo aveva affiancato nella battaglia. Katsunaga viene ricordato come l'ultimo difensore di Osaka e fu secondo per abilità e carisma solo a Sanada Yukimura. 
Un suo fratello minore, Yoshitomo, continuò a servire gli Yamauchi.